# ألف مقصورة
الأَلِفُ المَقْصُورَةُ أو اليَاءُ المُرْسَلَةُ هي أحد أشكال حرف الألف، وتُرسَم ياءً مُهَمَلَةً أي من دون النقطتين، وترميزها الموحَّد هو U+0649. تستخدم الألف المقصورة في العديد من الأحيان خطأ لتكتب بدلاً من حرف الياء في نهاية الكلمة، مثل كتابة «فى» بدلا من «في»،[بحاجة لمصدر] ولا تعدّ معظم المعاجم العربية ذلك أمرا صائبا على الرغم من انها صحيحة في بعض الرسوم القرآنية، كقوله تعالى: ﴿مَّن ذَا ٱلَّذِى يُقْرِضُ ٱللَّهَ قَرْضًا﴾.[بحاجة لمصدر] وفي اللغة الفارسية يوجد حرف مشابه له في الرسم وهو الياء الفارسية (ی)، ويمكن وضعه في منتصف الكلمة وينطق مثل حرف الياء، لكن في ترميز الحاسوب يعدّ حرفاً مختلفاً عن الألف المقصورة في العربية.
في اللغة العربية قاعدة معروفة لاستخدام الألف بالنسبة للأفعال والأسماء في نهاية الكلمة، فإذا كان أصل الألف في الفعل واواً (مثال: دعا مصدرها د ع و) ينتهي الفعل بألف ممدودة (‍ا)، أما إذا كانت ياء (مثال: هدى مصدرها ه د ي) فينتهي الفعل بألف مقصورة (‍ى).

## الكتابة
| الموقع من الكلمة: | معزول | نهائي | وسطي        | بدائي      |
| ----------------- | ----- | ----- | ----------- | ---------- |
| شكل الحرف:        | ى     | ـى    | لا يتوسط به | لا يُبدأ به |

## وصلات خارجية
- الاسم المقصور في النحو والصرف وأحكامه - د. فاروق مواسي
- مسائل لغوية في الأسماء العربية لمواقع الإنترنت - عبد العزيز بن حمد الزومان